# Leonardus Nardus
Leonardus "Leo" Nardus, nascut Leonardurs Salomon, (Utrecht, 5 de maig de 1868 - La Marsa, Tunísia, 12 de juny de 1955) va ser un tirador neerlandès que va competir a començaments del segle xx.
El 1912 va prendre part en els Jocs Olímpics d'Estocolm, on va disputar una única prova del programa d'esgrima, la competició d'espasa per equips, en què guanyà la medalla de bronze.
Fou més conegut com a pintor. Gran aficionat als escacs, pintà retrats d'alguns Grans Mestres, com ara Emanuel Lasker i Frank Marshall. Entre 1894 i 1908 treballà com a marxant d'art.